# Tjeker
Tjeker (auch Sikal, nach Lesung von Breasted Sikeler; keilschriftlich eventuell ši-ka-la-iu-u aus KURURUši-ki/e-la; neuägyptisch Tjekker, Tscheker, Tschekel, Tschekar, Tschekal) sind bereits unter Ramses III. als eines der Seevölker belegt. Daneben wird im Reisebericht des Wenamun der Ort Dor eindeutig als eine von ihnen beherrschte Stadt genannt.
In den Seevölker-Schlachten von Ramses III. und Merenptah, ikonografisch in Medinet Habu dargestellt, tragen die Tjeker einen markanten „Schilfblatt-Helm“ beziehungsweise eine „Schilfblatt-Kopftracht“. Im Gegensatz zu den Šekeleš und Wešweš sind die Tjeker in gelber Farbe hellhäutiger zu sehen.
Während die Tjeker im Verbund mit den Dananu und den Peleset (Philister) in der Schlacht sowohl an Land als auch auf Schiffen kämpfen, treten die Šekeleš und die Wešweš nur in der Seeschlacht in Erscheinung. In einem Onomastikon des Amenemope (frühes 11. Jahrhundert v. Chr.) werden die Städte Askalon, Aschdod, und Gaza aufgeführt, dann die Völker der Šardana, Tjeker und Philister. Daraus wurde geschlossen, dass Seevölker u. a. Teile des nördlichen Palästina beherrscht hatten, wie Siedlungen an der Küste vor dem Karmelgebirge und dem Tal von Akkon sowie eventuell Tel Dan.
Im Reisebericht des Wenamun, eines Priesters im Amun-Tempel in Karnak, berichtet dieser von seiner Mission nach Byblos, wo er Zedernholz kaufen will. Als er Dor erreicht, „eine Stadt der Tjeker“, lässt ihm der Herrscher Beder 50 Brote, einen Krug Wein und ein Rinderbein bringen. Später sieht Wenamun elf Schiffe der Tjeker im Hafen von Byblos, die Beder geschickt hat, um ihn verhaften zu lassen. Nach der Niederlage gegen Ramses III. siedelten sich die Tjeker im Gebiet von Dor bis Byblos und die Peleset südlich von ihnen in der Region Aschdod an. Unklar bleibt der Verbleib der Šekeleš und Wešweš, wobei eine Landnahme in den Gebieten der Tjeker und Peleset nicht belegt ist.
In einem in Ugarit gefundenen Text fordert der hethitische Großkönig vom Stadtpräfekten Ugarits die Überführung eines Mannes, der in der Gewalt von Šikaläern (ši-ka-la-(iu)-u = Leute von Šikala) war, um mehr über dieses Fremdvolk zu erfahren. Die Šikaläer werden als „die in Schiffen wohnen“ bezeichnet. Eine Verbindung zu den Tjekern wurde ebenso vorgeschlagen wie eine Verbindung zu den Šekeleš der ägyptischen Quellen. Das Epitheton „die in Schiffen wohnen“ erhielten jedoch alle Länder beziehungsweise Regionen, die über mehrere Seeschiffe verfügten, sodass diese Bezeichnung nicht als spezieller Beiname der Šikaläer anzusehen ist. 
Die Herkunft der Tjeker ist ungewiss und strittig. Teilweise wird ihr Name mit den Teukrern verbunden, wonach sie ursprünglich aus der Troas stammen könnten, aber auch aus Kreta oder Zypern; auch eine Herkunft aus Thrakien bzw. Makedonien lässt sich nicht ausschließen. Rainer Hannig identifiziert die Tjeker mit einem eteokretischen Stamm. Yasur-Landau betont nach neueren Untersuchungen allerdings, dass das Gesamterscheinungsbild der Tjeker im Zusammenhang mit materiellen Gütern nicht mit einer Herkunft aus der Ägäis übereinstimmt. Hinsichtlich ihrer Bewaffnung, Tracht und Kopfbedeckung lassen sich die Tjeker auf ägyptischen Darstellungen nicht von den Philistern und Dananu unterscheiden.